# سارافيم (شخصية مصورة)
سارافيم بطل خارق من إسرائيل في دي سي كوميكس. ظهر لأول مرة في الأصدقاء الخارقون #7 (تشرين الأول / أكتوبر 1977) ، وتم إنشاؤه من قبل إ. نيلسون بريدويل ورامونا فرادون، والرسام بوب أوكسنير وبعض الحروف من قبل ميلت سنابين.

## سيرة الشخصية الخيالية
حاييم ليفون معلم في مدرسة يهودية يمتلك قوة غامضة. يساعد سوبرمان بتفكيك قنبلة في إسرائيل وتحرير التوأم العجيب بعد أن تم غسل أدمغتهم. وله عدد قليل من القتالات المنفردة. عضو الحرس العالمي، ساعد سوبرمان بأسترداد قطع أثرية قديمة.
بقي مع الحرس لبضع سنوات، ورفض عرض من ملكة النحل من بياليا، حيث أنه يهودي  وبياليا دولة إسلامية. لفترة من الوقت قاتل سارافيم منفرداً، في محاولة التفكير في طرق لإحياء الحرس العالمي. في الأخير دعاه دكتور ميست إلى بياليا لأنقاذ الحرس العالمي. ونجحت المهمة.
يتواجه الفريق في وقت لاحق مع عدو الدكتور ميست فاين يأونيا. يموت كل من ثاندرلورد وبوشماستر خلال المواجهة مع العدو. سارافيم يساعد رايسينغ سان، المرأة البوم، الأولمبي بإنشاء حرس العالمي جديد ويضع نفسه كزعيم. ويشرف سارافيم أيضاً على رعاية تواتارا الذي في غيبوبة نتيجة المعركة ضد فاين. ويساعد في إقامة تماثيل لأصدقائه القتلى.
وضعه الحالي غير معروف.

## القوى والقدرات
صلاحياته مستمدة أساساً من قطع أثرية أسطورية مختلفة وأنه يعتقد بـأنها وهبت له من قبل الشخصيات التاريخية في التوراة.
يرتدي خاتم سليمان الذي يعطيه الحكمة ويسمح له بالتنقل الآني لمسافات قصيرة، وعباءة إيليا التي تحميه من التعرض لأي أذى. عصى موسى يمكنها التمتد إلى ما هو مطلوب، وبأمكانها التحول إلى ثعبان والتلاعب بالمياه. بالإضافة إلى شعر رياضي طويل والذي يعتقد بأنه يمنحه قوة عظمى مثل شمشون. على ما يبدو بأمكانه طلب المعجزات من «السلطة العليا» كلما يحتاج أليها. فعلى سبيل المثال، في ما قبل الأزمة، كان يصارع الأشرار الذين هددوا بتفجير نبات التحلية في حين يحتجزون العديد من الأطفال كرهائن ويهددون بقتلهم. مع عدم وجود البديل، يتوسل سارافيم شخصياً السلطة العليا إلى لأيقاف تدفق الوقت مؤقتاً. على الرغم من أطلاق الأشرار النار على الرهائن، تتم الموافقة على الطلب ويتم أيقاف كل الوقت أثناء قيام سارافيم بأبطال القنبلة ويضم الأطفال تحت ثوبه لحمايتهم من نيران الأسلحة قبل أن يتم أستئناف الوقت وهزيمة أعدائه.

## وصلات خارجية
- دليل DCU: سارافيم